# Karen McDougal
 (juin 2020).
Inga Drozdova Heather Kozar
Victoria Silvstedt Heather Kozar
Karen McDougal, née le 23 mars 1971 à Gary dans l'Indiana, est une mannequin et actrice américaine.
Elle a été choisie comme playmate du mois de décembre 1997 puis playmate de l'année 1998 par le magazine Playboy. En novembre 2001, les lecteurs de Playboy l'ont élue seconde playmate la plus sexy des années 1990 (la première étant Pamela Anderson).

## Biographie
Karen a des ascendances cherokee et irlandaise. Elle est partie pour Sawyer (Michigan) à l'âge de 9 ans. Elle joue de la clarinette et a été pom-pom girl, volleyeuse et joueuse de softball au lycée et à l'université. Elle déménagea ensuite pour Détroit (Michigan) où elle enseigna comment s'occuper d'enfants en bas âge. Elle était appelée "Miss Karen" par ses élèves. Lors de son temps libre, elle fait de l'exercice trois fois par semaine pour garder la forme et entretenir son corps. Son rêve d'enfant était, avant d'enseigner et de poser, de devenir une ballerine.
Un de ses buts est d'ouvrir un centre d'apprentissage pour des enfants. Récemment, ses occupations dans l'industrie du divertissement ont mis ce projet entre parenthèses. Elle est l'une des rares playmates à avoir reconnu publiquement porter des implants mammaires pour lancer sa carrière. Désignée depuis playmate de l'année, elle est devenue une fervente avocate du dépistage du cancer du sein, employant sa notoriété pour que la prise de conscience soit plus importante.
En 2004, elle commande une moto sur mesure, qui soit à la fois rose et fiable. Elle lui fut livrée six mois plus tard.
Karen réside actuellement[Quand ?] à Phoenix (Arizona).
Karen McDougal dit avoir eu, vers 2006/2007 une aventure extra-conjugale de neuf mois avec Donald Trump, futur 45e président des États-Unis,.

## Carrière
En 1997, Karen se présente et remporte le concours de beauté organisé par la marque de vêtements de bain Venus Swimwear dans le Michigan. Elle est remarquée par David Mecey, un photographe du magazine Playboy. Peu de temps après elle est approchée par Playboy pour faire une séance photo test, ce qu'elle accepte. Elle est alors sélectionnée pour faire une séance photo complète puis choisie comme playmate du mois en décembre 1997. L'hiver constitue le thème de cette séance photo et les clichés en extérieur sont pris dans des champs enneigés près de Park City (Utah). Les photos furent prises par Richard Fegley et Stephen Wayda, ce dernier réalisant le dépliant central.
En juillet 1998 - de façon exceptionnelle et contrairement à la tradition qui veut que ce soit en juin, elle est désignée par Hugh Hefner et les lecteurs de Playboy Playmate of the Year 1998. Par conséquent, elle reçoit 100 000 dollars et une Shelby Series 1 décapotable de couleur argentée avec une plaque minéralogique spéciale : PMOY 98. Par contraste avec sa première séance, la séance photo qu'elle réalise en tant que playmate de l'année a les tropiques pour thème. Les photos en extérieur sont prises à Sainte-Lucie. Selon une interview dans sa vidéo de playmate de l'année, elle pense que ses imperfections physiques sont ses auriculaires tordus qu'elle a hérités de son grand-père et de ses "pieds laids", à tel point qu'elle en souhaite d'autres pour ne plus les voir. Elle est également apparue dans d'autres vidéos Playboy.
En 1999, Karen devient la première femme à apparaître sur la couverture du magazine Men's Fitness. Depuis lors, sa carrière change de direction : elle devient top-model de fitness et s'abstient de poser nue. À part Men's Fitness, elle apparaît dans d'autres magazines de fitness telles que Muscle and Fitness, Physical ou encore IronMan.
En 2000, elle apparaît dans une série de spots publicitaires sexy pour la ligue XFL de football américain sur NBC sur le thème des pom-pom girls. Le plus célèbre de ces spots la voit prendre une douche en pom-pom girl dans un vestiaire. En utilisant des prises de vue intelligentes, le spot donne l'impression au téléspectateur que les pom-pom girls sont nues dans les douches. Ces spots publicitaires déclenchent rapidement une polémique car considérés comme trop "osés" : leur diffusion est alors vite stoppée, avant même le lancement de la saison inaugurale de XFL (et qui sera également la dernière).
En 2001, elle tient le haut de l'affiche aux côtés de Lisa Dergan, une autre playmate, dans The Arena, un film produit par Roger Corman, et réalisé par Timur Bekmambetov. La totalité du film est tourné en Russie. Pour ses débuts dans le cinéma, Karen joue le rôle de Jessemina, une fille slave forcée à combattre en tant que gladiateur dans une colonie romaine par un gouverneur corrompu. Pour Karen, ce rôle est l'occasion de prouver qu'elle peut incarner des rôles dramatiques et de démontrer ses capacités physiques avec des combats à l'épée. Le film devait à la base s'intituler Gladiatrix par référence au film Gladiator de Ridley Scott. Le film n'est pas très bien accueilli par la critique mais devient rapidement un film plus ou moins culte.
Beaucoup la considèrent comme la meilleure playmate de ces dernières années. En novembre 2001, une enquête de Playboy la désigne 2e meilleure playmate des années 1990, derrière Pamela Anderson.
En 2002, Playboy lance une poupée (édition limitée) ayant Karen pour modèle et souligne que cette poupée est une réplique anatomiquement correcte et précise de sa plastique.
En 2003, elle collabore avec le sculpteur Bill Toma afin de créer une édition limitée d'une statuette en bronze nommée Warrior Princess. La statuette représente un personnage féminin fictif (de fantasy) posant debout et avec le visage de Karen. Le piédestal de chaque statuette porte sa signature.
En 2004, Karen apparaît dans l'édition italienne du magazine Vogue aux côtés d'autres playmates : Pamela Anderson, Audra Lynn et Tishara Cousino. Le thème est la mode dans le tennis et la séance photo est menée à Las Vegas (Nevada) par le photographe David LaChapelle. Elle participe aussi aux célébrations du cinquantenaire de Playboy à Los Angeles, New York et Moscou avec d'anciennes et actuelles playmates.

## Apparitions dans les numéros spéciaux dePlayboy
- Playboy's Nude Playmates, mai 2002 - page 95
- Playboy's Sexy Celebrities, mars 2002 - pages 54–5
- Playboy's Playmates in Bed, février 2002 - pages 72–73
- Playboy's Sexiest Playmates, novembre 2001 - page 84-87
- Playboy's Casting Calls, novembre 2001 - page 95
- Playboy's Girlfriends, août 2001 - page 95
- Playboy's Book of Lingerie, juin 2001 - pages 68–69
- Playboy's Nude Playmates, mai 2001 - Kim Mizuno, pages 20–21
- Playboy's Barefoot Beauties Vol. 1, janvier 2000 - pages 66–67,74-75
- Playboy's Playmate Tests, juillet 1999 - pages 64–67
- Playboy's Book of Lingerie Vol. 67, juin 1999 - Richard Fegley, pages 36–37
- Playboy's Celebrating Centerfolds Vol. 2, mai 1999 - couverture, pages 3, 44-47
- Playboy's Playmates in Bed, février 1999 - pages 3,68-69, 92-93
- Playboy's Girls of Winter, janvier 1999 - pages 1,10-13, 60-63, 90-91
- Playboy's Playmate Review Vol. 14, août 1998 - couverture, pages 2–3,86-93

## Filmographie
- Playboy's Girls Next Door (1997)
- Playboy's Gen-X Girls (1998)
- Karen McDougal Video Centerfold (1998)
- 1999 Video Playmate Calendar (1999)
- Playmates Bustin' Out (2000)
- 2001 : Gladiatrix de Timur Bekmambetov : Jessemina